# Guluoshan (sockenhuvudort i Kina, Hunan Sheng, lat 29,59, long 110,19)
Guluoshan (kinesiska: 谷罗山, 谷罗山乡) är en sockenhuvudort i Kina. Den ligger i provinsen Hunan, i den södra delen av landet, omkring 310 kilometer nordväst om provinshuvudstaden Changsha. Antalet invånare är 3 928. Befolkningen består av 1 972 kvinnor och 1 956 män. Barn under 15 år utgör 28,0 %, vuxna 15-64 år 53 %, och äldre över 65 år 18,0 %.
Runt Guluoshan är det ganska tätbefolkat, med 111 invånare per kvadratkilometer. Närmaste större samhälle är Shataping, 14,8 km väster om Guluoshan. I omgivningarna runt Guluoshan växer i huvudsak blandskog.
Genomsnittlig årsnederbörd är 1 679 millimeter. Den regnigaste månaden är september, med i genomsnitt 288 mm nederbörd, och den torraste är december, med 16 mm nederbörd.